# František Mořic Nágl
František Mořic Nágl (28. května 1889 Kostelní Myslová – říjen 1944 Auschwitz-Birkenau) byl český malíř.

## Životopis
Narodil se 28. května 1889 jako druhé ze tří dětí, v Kostelní Myslové u Telče v židovské rodině vlastnící hospodářství a mlýn. Studoval na proslulé telčské reálce, jejíž profesoři přáli umění. Po gymnáziu na doporučení svých profesorů studoval na pražské Uměleckoprůmyslové škole (1905–1908). Pak pokračoval na Akademii výtvarných umění u Hanuše Schweigra. Studia završil pobytem ve Vídni, kde jej zastihla válka. Musel narukovat a v boji si vážně zranil rameno. Po vyléčení mohl pokračovat v malování. Jeho otec si však přál, aby se jako jediný syn ujal statku. Nágl poslechl, oženil se s hudebnicí Vlastou Nettlovou, a poté se ujal hospodaření. Podařilo se mu to skloubit tak, že mu zbýval čas i na malování. Zůstal více malířem než sedlákem.
Po narození dvou dětí, kdy se cítil úplně šťasten, přišlo období vysídlování Židů. S celou rodinou byl transportován do terezínského ghetta. Všichni zahynuli v Osvětimi; syn v roce 1943, ostatní o rok později; odjeli posledním terezínským transportem.
I když jeho dílo bylo známé už před válkou, nejvíce ceněné jsou obrazy nalezené v Terezíně roku 1950 při rekonstrukci budovy v bývalém ghettu. Malíř své práce zazdil na půdě jednoho z domů. Soubor především akvarelů, dokumentující život v ghettu, je naprosto ojedinělý. O rok později bylo těchto 254 objevených děl vystaveno v pražském Mánesu. Nágl maloval v Terezíně interiéry ubikací, zákoutí dvorů, ale i vězně. Prostředí i technické možnosti ho přivedly k úspornému tvaru, ale také k expresivnějšímu výrazu.
Jeho sílu a umění připomíná nejen pamětní deska v dlažbě telčského náměstí, ale i výstavy jeho děl v Telči a Praze.

## Galerie

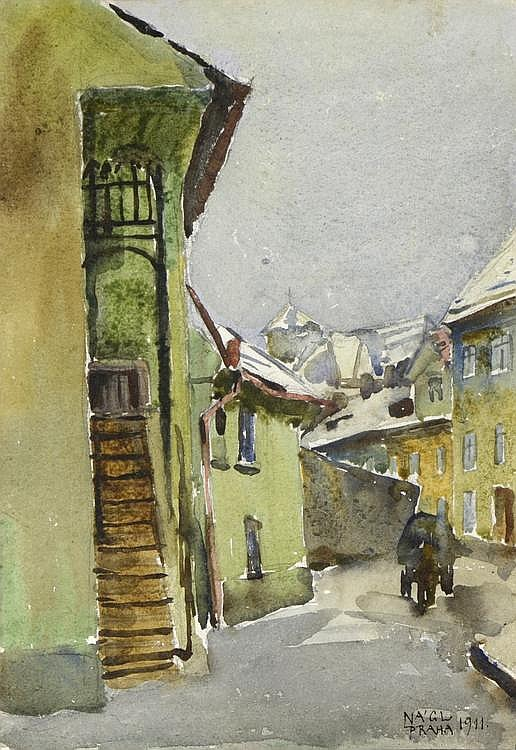
František Mořic Nágl – Pražský motiv (1911)
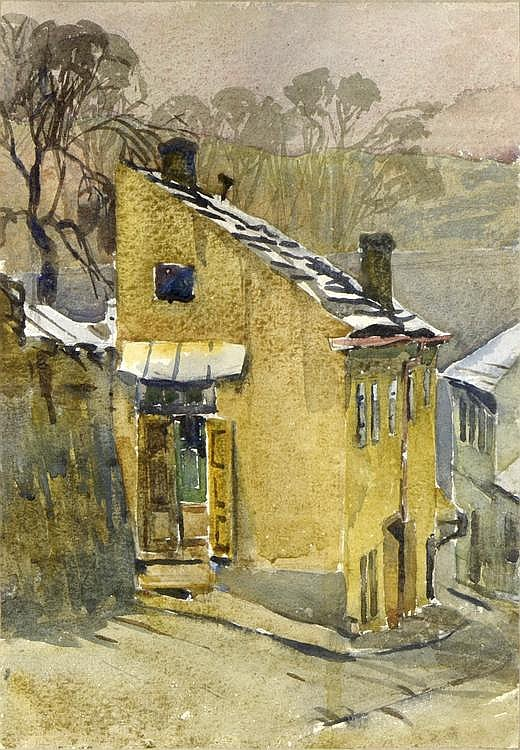
František Mořic Nágl – Pražský motiv (1911)
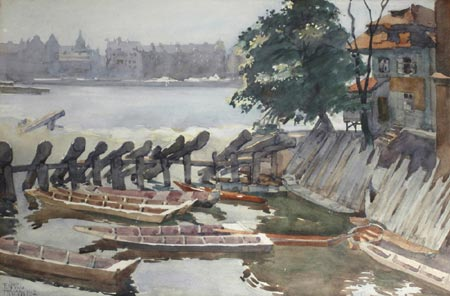
František Mořic Nágl – Pražský motiv (1913)
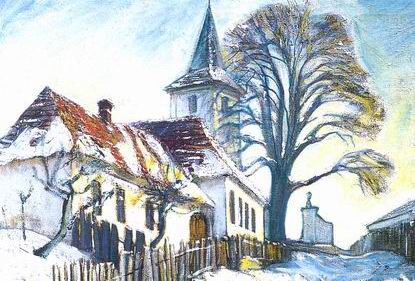
František Mořic Nágl – Kostelní Myslová
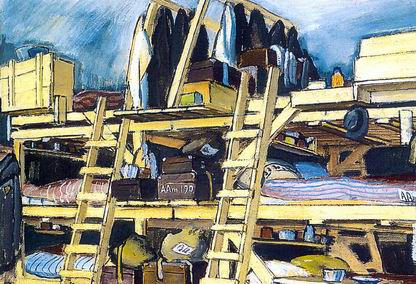
František Mořic Nágl – Z Terezína
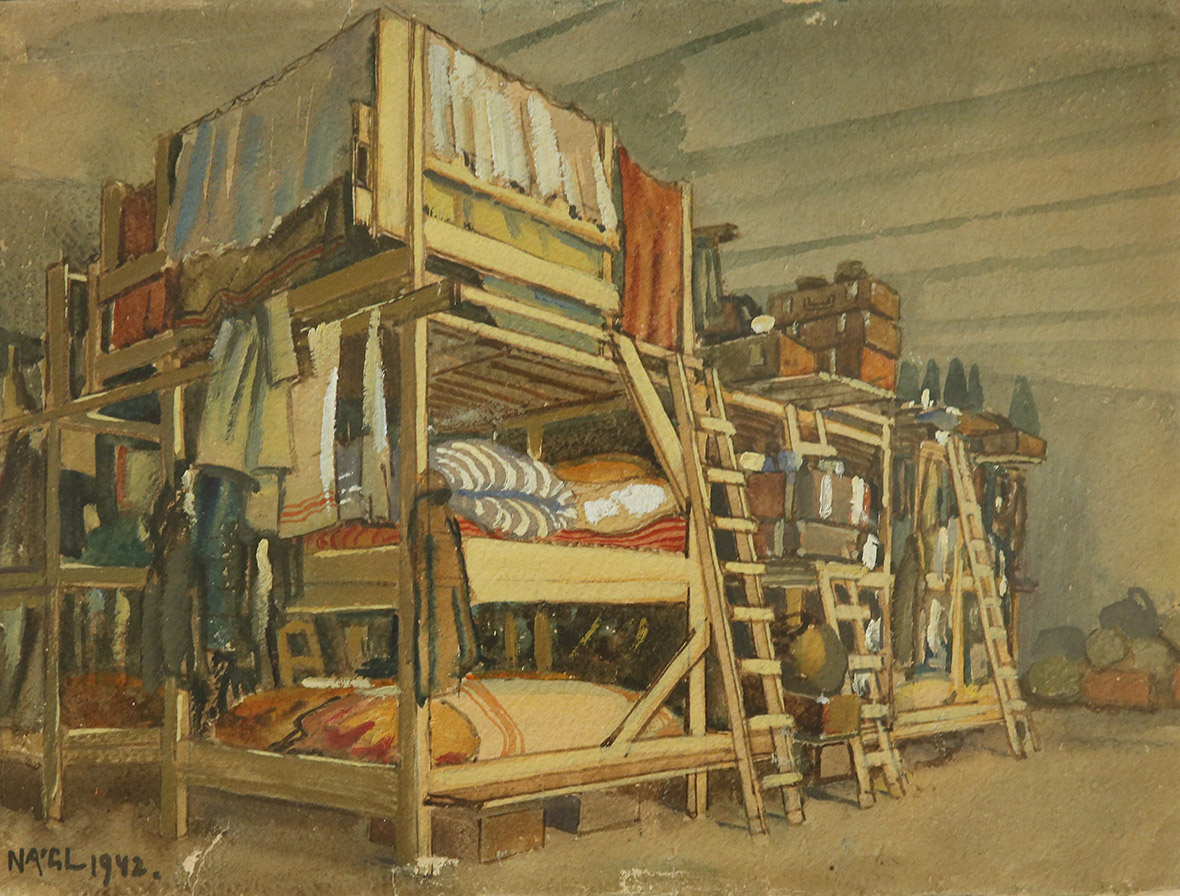
František Mořic Nágl – Obytný objekt v ghettu (1942)